# Centrirana matrika
Centrirana matrika je simetrična in idempotentna matrika. Če se matriko te vrste množi z vektorjem, je rezultat enak kot, če bi se odštelo srednjo vrednost vektorja od vsake komponente.

## Definicija
Centrirana matrika z razsežnostjo {\displaystyle n\times n\!\,} je matrika, ki je določena z:
{\displaystyle C_{n}=I_{n}-{\tfrac {1}{n}}\mathbb {O} \!\,,}
kjer je:
- {\displaystyle I_{n}\!\,} enotska matrika z velikostjo {\displaystyle n\!\,}
- {\displaystyle \mathbb {O} \!\,} matrika {\displaystyle n\times n\!\,} samih enic.

To se lahko zapiše kot:
{\displaystyle C_{n}=I_{n}-{\tfrac {1}{n}}\mathbf {1} \mathbf {1} ^{\top }\!\,,}
kjer je:
- {\displaystyle \mathbf {1} \!\,} stolpični vektor z {\displaystyle n\!\,} enicami
- {\displaystyle \top \!\,} pomeni transponiranje matrike.

## Zgled
{\displaystyle C_{1}={\begin{bmatrix}0\end{bmatrix}}\!\,,}
{\displaystyle C_{2}=\left[{\begin{array}{rrr}1&0\\\\0&1\end{array}}\right]-{\frac {1}{2}}\left[{\begin{array}{rrr}1&1\\\\1&1\end{array}}\right]=\left[{\begin{array}{rrr}{\frac {1}{2}}&-{\frac {1}{2}}\\\\-{\frac {1}{2}}&{\frac {1}{2}}\end{array}}\right]\!\,,}
{\displaystyle C_{3}=\left[{\begin{array}{rrr}1&0&0\\\\0&1&0\\\\0&0&1\end{array}}\right]-{\frac {1}{3}}\left[{\begin{array}{rrr}1&1&1\\\\1&1&1\\\\1&1&1\end{array}}\right]=\left[{\begin{array}{rrr}{\frac {2}{3}}&-{\frac {1}{3}}&-{\frac {1}{3}}\\\\-{\frac {1}{3}}&{\frac {2}{3}}&-{\frac {1}{3}}\\\\-{\frac {1}{3}}&-{\frac {1}{3}}&{\frac {2}{3}}\end{array}}\right]\!\,.}